# Vostok (polární stanice)

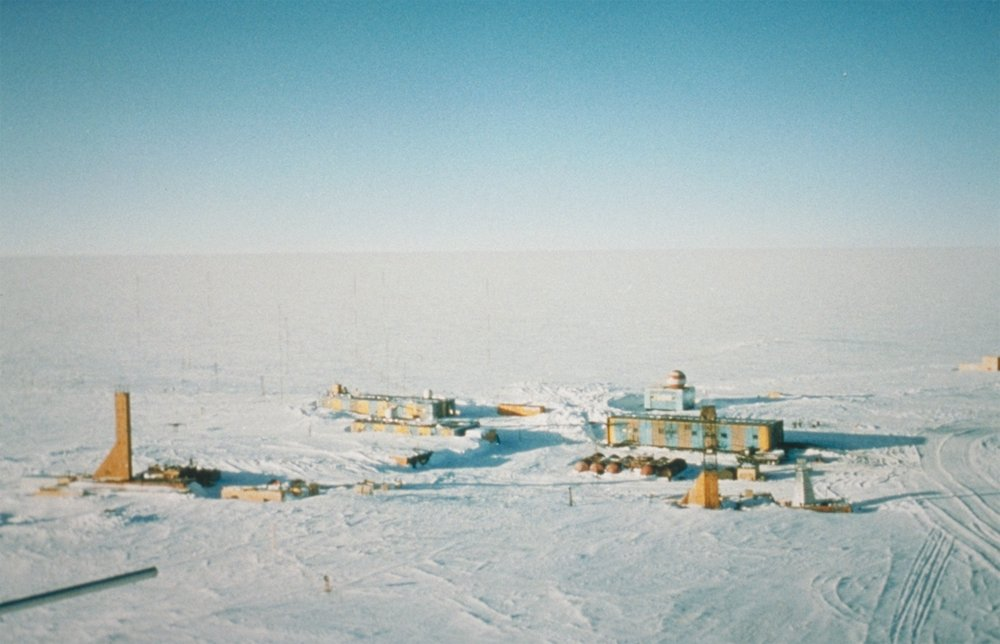
Polární stanice Vostok

Vostok (rusky:Станция Восток) je ruská výzkumná stanice ve Východní Antarktidě, nedaleko jižního pólu nedostupnosti, což z ní činí nejizolovanější výzkumnou stanici na kontinentě. Její nadmořská výška je 3488 m. V roce 1983 zde naměřili absolutně nejnižší teplotu na Zemi, −89,2 °C.
Poloha stanice poblíž jižního magnetického pólu z ní dělá ideální místo ke zkoumání zemské magnetosféry. Dále se zabývá studiem slunečního záření, geofyzikou, medicínou a klimatologii.
Stanice byla dokončena v roce 1957 a nepřetržitě fungovala do roku 1994, kdy byla dočasně vyřazena z provozu. Dnes stanici využívají vědci z Ruska, Francie a USA. Je zásobována pomocí speciálních konvojů, které na stanici jednou ročně dovážejí potraviny, palivo a další materiál ze 1410 kilometrů vzdálené polární stanice Mirnyj.
Pod stanicí leží v hloubce 4000 m jezero Vostok, největší známé subglaciální jezero na světě. Jeho rozloha je 14 000 km².